# Laguatan
Les Laguatans ou Louata ou Lawâta sont une confédération de tribus berbères qui résidait en Cyrénaïque pendant la période romaine, et se retrouve jusqu'aux confins de l'Égypte. Avec les Austuriens, ils sont une branche d’un peuple du désert, les Nasamons. La confédération est également désignée sous les noms de Lévathes, Zaguantans ou Ilaguas à l'époque byzantine. Les auteurs de langue arabe la mentionnent sous les noms de Lagwata ou Lwata.

## Dénominations et étymologie
Ils ont été nommés de diverses manières : Laguatan, Louata, Lawâta, Lwata, Luwata, ou encore Ilagua (pluriel Ilaguas).

## Localisation
L'historien Christian Courtois défend la thèse de leur localisation initiale en Égypte, en prenant appui sur un passage d’Ibn Khaldoun, qui est aussi un autre argument, peut-être le principal, de l'archéologue David John Mattingly. Ce dernier avance en effet : « Il (le passage en question) établit que les Lagwatas (Laguatans) sont originaires d’Égypte et se déplacèrent à travers le désert derrière Barka (la Cyrénaïque). Une branche s’installa en Tripolitaine et dans le Ouarsenis (actuel Algérie), une autre, les Nefzawa, sur d’autres territoires (probablement le moderne Nefzaoua en Tunisie). La tribu par la suite gagna Kairouan et au-delà ».    
L'un des clans des Laguatans, celui des Mzata, était présent en Égypte, jusqu'aux portes d'Alexandrie.

## Histoire
Depuis sa première apparition à la fin du troisième siècle de notre ère, la confédération joue un rôle important dans la politique de l’Afrique romaine, vandale, byzantine et au début de l'ère arabe. 
Les Laguatans émergent à la fin du IIIe siècle, lorsque les premiers groupes commencent une migration vers l'ouest, depuis leurs régions d'origine dans le désert libyen. Sous le nom d'Austuriani (reflétant probablement une sous-tribu dominante à l'époque), ils apparaissent comme des pilleurs de la Cyrénaïque et de Tripolitaine au IVe siècle. 
Dans les années 520, sous leur chef Cabaon, ils remportent une victoire majeure sur les Vandales, gagnant une indépendance effective par rapport à ces derniers. 
En 540, le militaire Serge de l'exarchat de Carthage fait assassiner  80 dirigeants de la confédération lors d’un banquet, ce qui provoque une révolte. 
Les Laguatans rejoignent alors d'autres chefs de tribus berbères qui s'étaient également rebellés, y compris le chef des Frexes, Antalas.
Selon le poète byzantin Corippe, ils partagent les croyances berbères et vénèrent Gurzil, identifié comme étant le fils d'Amon et d'une vache sacrée. 
Pendant le moyen âge islamique, Ibn Khaldoun note que ce groupe berbère très mobile s'est propagé depuis les oasis du désert occidental d'Égypte vers la Cyrénaïque, la Tripolitaine au sud et vers le centre de la Tunisie et l'Algérie orientale.